# 中丸 (横浜市)
中丸（なかまる）は、神奈川県横浜市神奈川区の町名。丁目の設定のない単独町名である。住居表示未実施区域。

## 地理
神奈川区の中央部に位置し、東に斎藤分町、南西に栗田谷、北西に六角橋と接している。

## 歴史

### 沿革
- 1932年（昭和7年）1月1日 - 神奈川町、六角橋町の各一部を分離し、中丸を新設。横浜市神奈川区中丸となる[6]。
- 1965年（昭和40年）7月1日 - 六角橋地区の住居表示の実施に伴い[7]、中丸の一部を六角橋四丁目へ編入[8]。
- 2000年（平成12年）10月23日 - 栗田谷・斎藤分町地区の住居表示の実施に伴い[9]、栗田谷の一部を中丸に編入。斎藤分町との境界を変更[10]。

## 世帯数と人口
2025年（令和7年）6月30日現在（横浜市発表）の世帯数と人口は以下の通りである。
| 町丁 | 世帯数  | 人口  |
| ---- | ------- | ----- |
| 中丸 | 438世帯 | 625人 |

### 人口の変遷
国勢調査による人口の推移。
| 年                 | 人口  |
| ------------------ | ----- |
| 1995年（平成7年）  | 983   |
| 2000年（平成12年） | 956   |
| 2005年（平成17年） | 1,051 |
| 2010年（平成22年） | 946   |
| 2015年（平成27年） | 906   |
| 2020年（令和2年）  | 881   |

### 世帯数の変遷
国勢調査による世帯数の推移。
| 年                 | 世帯数 |
| ------------------ | ------ |
| 1995年（平成7年）  | 515    |
| 2000年（平成12年） | 541    |
| 2005年（平成17年） | 503    |
| 2010年（平成22年） | 476    |
| 2015年（平成27年） | 449    |
| 2020年（令和2年）  | 504    |

## 学区
市立小・中学校に通う場合、学区は以下の通りとなる（2024年11月時点）。
| 番・番地等 | 小学校               | 中学校               |
| ---------- | -------------------- | -------------------- |
| 全域       | 横浜市立斎藤分小学校 | 横浜市立栗田谷中学校 |

なお、同区内に横浜市立中丸小学校やバス停「中丸」があるが、これは神大寺の旧小字名に由来するものであり、当町とは関係ない。

## 事業所
2021年（令和3年）現在の経済センサス調査による事業所数と従業員数は以下の通りである。
| 町丁 | 事業所数 | 従業員数 |
| ---- | -------- | -------- |
| 中丸 | 16事業所 | 155人    |

### 事業者数の変遷
経済センサスによる事業所数の推移。
| 年                 | 事業者数 |
| ------------------ | -------- |
| 2016年（平成28年） | 17       |
| 2021年（令和3年）  | 16       |

### 従業員数の変遷
経済センサスによる従業員数の推移。
| 年                 | 従業員数 |
| ------------------ | -------- |
| 2016年（平成28年） | 162      |
| 2021年（令和3年）  | 155      |

## 施設
- 捜真女学校中学部・高等学部
- 捜真小学校

## その他

### 日本郵便
- 郵便番号 : 221-0803[3]（集配局：神奈川郵便局[20]）

### 警察
町内の警察の管轄区域は以下の通りである。
| 番・番地等 | 警察署       | 交番・駐在所 |
| ---------- | ------------ | ------------ |
| 全域       | 神奈川警察署 | 六角橋交番   |